# Видно
Видно е село в Североизточна България. То се намира в община Каварна, област Добрич.

## География
Селото е разделено на 3 основни квартала, Видно 1, 2 и 3.

## История
По време на Османската империя и в първите десетилетия след Освобождението село Видно носи името Гьоре.
Жители на селото участват в селските бунтове срещу десятъка през 1900 г.
По време на румънското управление на Добруджа на 20 юни 1929 гьоренци отправят оплакване до министъра на земледелието на Кралство Румъния срещу пристигналите три години по-рано в селото 30 семейства колонисти от Македония. Това става след серия от нападения, опити за самоуправство и побой над завареното население, като на 24 февруари 1929 г. е убит подпредседателя местна патриотична организация
Георги Бъчваров.

## Население
Преброяване на населението през 2011 г.
Численост и дял на етническите групи според преброяването на населението през 2011 г.:
|                     | Численост | Дял (в %) |
| Общо                | 157       | 100,00    |
| Българи             | 97        | 61,78     |
| Турци               | 0         | 0,00      |
| Цигани              | 0         | 0,00      |
| Други               | 0         | 0,00      |
| Не се самоопределят | 0         | 0,00      |
| Неотговорили        | 60        | 38,21     |

## Религии
Почти всички жители са православни християни, с изключение на 10-ина мюсюлмански семейства. През лятото идват и много помашки семейства, за да събират тютюн.